# (2278) Götz
(2278) Götz – planetoida z pasa głównego asteroid okrążająca Słońce w ciągu 3 lat i 308 dni w średniej odległości 2,45 au. Została odkryta 7 kwietnia 1953 roku w Landessternwarte Heidelberg-Königstuhl w Heidelbergu przez Karla Reinmutha. Nazwa planetoidy pochodzi od Paula Götza, niemieckiego astronoma, odkrywcy 20 asteroid. Przed nadaniem nazwy planetoida nosiła oznaczenie tymczasowe (2278) 1953 GE.